# Väntan (skulptur)

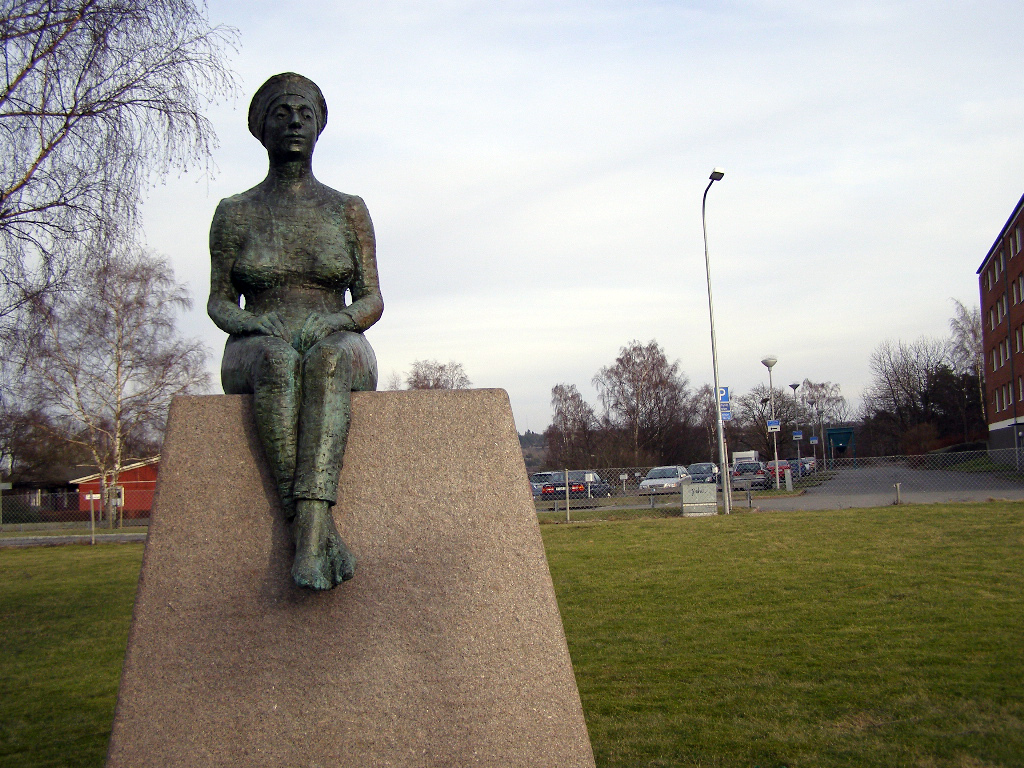
Skulpturen Väntan av Britt Ignell.

Väntan av Britt Ignell är en bronsskulptur av en kvinna i ungefär naturlig storlek. Klädd i långarmad tröja och långbyxor, med en spetsig mössa på huvudet, sitter hon lugnt och stilla på sin granitsockel och väntar vid spårvagnshållplatsen Lantmilsgatan. Kanske väntar hon på någon som ska komma med spårvagnen.
Skulpturen utplacerades av Charles Felix Lindbergs donationsfond år 2001. Under tiden den väntande kvinnan har suttit där har hon kunnat se parkeringshuset på andra sidan spåret rustas upp och byggas på med bostadslägenheter.